# چگونه ساخته می‌شود
چگونه ساخته می‌شود (به انگلیسی: How It's Made) یک مجموعه مستند تلویزیونی است که اولین قسمت آن در تاریخ ۶ ژانویه ۲۰۰۱، از شبکه دیسکاوری در کانادا، و شبکه ساینس در آمریکا پخش شد. این مجموعه مستند در استان کُبِک کانادا تولید شده‌است. این مجموعه مستند در صداوسیمای جمهوری اسلامی شبکه مستند ایران با نام «چگونه ساخته شده» دوبله و با همین نام در بین ایرانیان شناخته می‌شود.

## قالب
این نمایش مستندی است که نشان می‌دهد اقلام رایج و روزمره (مانند لباس و لوازم جانبی، خوراک، تولیدات و محصولات صنعتی، آلات موسیقی و تجهیزات ورزشی و کالاهای ورزشی) چگونه تولید می‌شوند. همچنین در برخی از قسمت‌ها، فرآیندهای بازیابی اقلام قدیمی را نشان می‌دهد.
این برنامه شامل متون توضیحی برای ساده‌سازی دوبله و صداگذاری به زبان‌های مختلف نمی‌شود. این برنامه همچنین از داشتن میزبان روی صفحه (بعد از فصل ۱ در نسخه کانادایی) و مصاحبه با کارمندانی که روند را توضیح می‌دهند اجتناب می‌کند. در عوض، یک راوی خارج از صفحه نمایش، این روند را اغلب با جناس‌های طنزآمیز توضیح می‌دهد.
هر قسمت دارای سه یا چهار محصول است که بر اساس بخش‌ها تقسیم می‌شوند و هر محصول تقریباً پنج دقیقه نمایش می‌دهد. استثنائات در زمان تعیین شده برای موارد پیچیده‌تر مجاز است. فیلمنامه‌ها در نسخه‌های منطقه ای نمایش تقریباً یکسان هستند. با این حال، تفاوت اصلی در نسخه ایالات متحده این است که واحدهای اندازه‌گیری به جای واحدهای متریک مورد استفاده در نسخه کانادایی، در واحدهای مرسوم ایالات متحده داده می‌شوند. در یک نقطه از اجرای ایالات متحده، یک تبدیل زیرنویس روی صفحه نمایش روی روایت اصلی نشان داده شد.
بخش «کپسول تاریخی» که تا فصل ۵ در دسترس است، اطلاعات پیشینه تاریخی آخرین محصول برجسته در هر قسمت را معرفی می‌کند و نشان می‌دهد که محصول چگونه و از کجا منشأ گرفته‌است، و افراد قبل از آن از چه چیزهایی استفاده کرده‌اند. مجموعه ای از نقاشی‌های تک خطی را ارائه می‌دهد که پس از تکمیل برای مدت کوتاهی رنگ می‌شوند.
بخش «تکنو فلش» به‌طور خلاصه برخی از موارد جدید را از توسعه صنعت یا علم معرفی می‌کند. فقط در فصل ۱ و ۲ موجود است.
در آوریل ۲۰۰۷، تمام قسمت‌هایی که در ایالات متحده اجرا می‌شد (در کانال دیسکاوری و ساینس) افتتاحیه‌های فصل جداگانه با یک افتتاحیه جدید برای هر قسمت جایگزین شد. مشابه بیشتر نمایش‌های دیگر کانال Discovery، اعتبارها اکنون در آخرین بخش اجرا می‌شوند و وب‌سایت برنامه برای درخواست یا بازخورد در پایان نمایش داده می‌شود.
فصل ۹ که برای اولین بار در سپتامبر ۲۰۰۷ پخش شد، دارای گرافیک ابتدایی جدید و موسیقی پس زمینه بخش است که هر دو با نسخه کانادایی متفاوت هستند. زک فاین جایگزین بروکس تی مور به عنوان راوی داستان شد. با این حال، از فصل ۱۱، که برای اولین بار در سپتامبر ۲۰۰۸ پخش شد، سریال مور را به عنوان راوی بازگرداند و از دنباله عنوان و موسیقی پس‌زمینه برای مطابقت با نسخه کانادایی استفاده کرد.
در ژوئن ۲۰۰۸، کانال علمی How It's Made: Remix را اضافه کرد، که شامل بخش‌های قبلی است که در قسمت‌های موضوعی مانند «غذا»، «کالاهای ورزشی» و مواردی از این دست مرتب شده‌اند. در سال ۲۰۱۳، How It's Made: Dream Cars را اضافه کرد که به‌طور انحصاری بر روی خودروهای با عملکرد بالا و عجیب و غریب تمرکز داشت. اینها بعداً در کانال Velocity (در حال حاضر Motor Trend) نشان داده شد.

## مجریان و راوی‌ها
این نمایش راوی‌های مختلفی برای مناطق مختلف دارد. در نسخه کانادایی، مارک توکسبری (فصل ۱٬۲۰۰۱) به عنوان مجری برنامه حضور دارد. لین هرزگ (فصل ۲–۴، ۲۰۰۲–۲۰۰۵)، جون والاک (فصل ۵، ۲۰۰۵) و لین آدامز (فصل ۶ به بعد، ۲۰۰۶ تا کنون) راویان هستند.
در نسخه ایالات متحده، بروکس مور و زک فاین (فصل ۹–۱۰، ۲۰۰۷–۲۰۰۸) راوی داستان هستند. در بریتانیا، بقیه اروپا و در برخی موارد در جنوب شرقی آسیا، این سریال توسط تونی هرست روایت می‌شود. در آسیا در ایران روایت این مجموعه بر عهده منوچهر زنده‌دل بوده‌است.

## پذیرش انتقادی
Common Sense Media به برنامه تلویزیونی امتیاز ۴/۵ ستاره داد و نوشت: «بچه‌ها و بزرگسالان کنجکاو از این برنامه یادمی‌گیرند و برخی بخش‌ها واقعاً می‌توانند دیدگاه شما را گسترش دهند». در مورد موفقیت سریال علیرغم ماهیت فرمولی آن، ریتا مولین، مدیر کل کانال علمی، گفت: «من فکر می‌کنم یکی از جذابیت‌های بزرگ سریال به عنوان یک بیننده این است که در طول سال‌ها تغییر کمی کرده‌است.»وال استریت ژورنال آن را «بی سر و صداترین ضربه تلویزیون» دانست.